# ازدرافکو هبل
ازدرافکو هبل (انگلیسی: Zdravko Hebel; ۲۱ ژانویهٔ ۱۹۴۳ – ۱۲ اوت ۲۰۱۷) بازیکن واترپلو اهل یوگسلاوی بود.